# Konzervacija iluminiranih rukopisa
Konzervacije iluminiranih rukopisa problematično je područje,gdje problem konzervacije nosioca, najčešće pergamenta ispisanog raznim tintama, biva dodatno zakompliciran oslikavanjem pomoću pigmenata. Pigmenti ne boje pergament,već se nalaze na površini,te su stoga još više osjetljivi na oštećenja. Cilj konzervacije oslikanih rukopisa je da ih se učini što elastičnijim uz što manje izmjena. Svaki se rukopis, dapače svaka stranica tretira kao zaseban objekt, pri radu na kojem u obzir treba uzeti najrazličitije aspekte. To pak utječe na tijek odnosno izbor primjerenog postupka konzervacije, bili oni usmjereni na preventivnu ili interventnu zaštitu predmeta.
Osoba koja radi na ovoj grupi predmeta mora poznavati tehnologiju i materijale korištene kod izrade istih. Dakako nadalje mora poznavati i povijest umjetnosti, suvremene metode konzervacije rukopisa, konzervatorsku etiku, kao i metode znanstvenih istraživanja spomenutih predmeta.

## Tinte i pigmenti
Ključna razlika između tinte i pigmenta je što su prve obojene tekućine a potonji čestice boje suspendirane u nekom tekućem mediju.

### Neki problemi vezani uz tinte
- željezna galna tinta – vrlo popularna crna tinta, korozivna, može postati krhka i može izblijedjeti.[5]
- olovna bijela – tamni u dodiru sa zrakom,r eagira isa verdigrisom i orpimentom,u principu stabilna i otporna na svijetlo.
- Orpiment – diarsen trisulfid,zbog dodira s ozonom gubi boju,u dodiru s vodom se polako razgrađuje,topiv u solnoj kiselini i natrijevoj lužini,reagira s pigmentima na bazi olova i bakra,može korodirati uvez,ima tendenciju ljuštenja s pergamenta,ne može ga se konsolidirati želatinom.
- Ultramarin – stabilan na utjecaj svijetla, no nestabilan u dodiru s kiselinama, iako ovo nije lako uočljivo bez mikroskopa, ne smije se konsolidirati želatinom ili drugim tekućim sredstvima.
- Verdigris – bazični bakar karbonat, reagira s olovnim bijelilom i orpimentom, doprinosi propadanju pergamenta, nije ga lako tretirati želatinom ili drugim tekućim konsolidantima, izgleda da helatirajuće supstance koje sadrže magnezij i kalcij sprečavaju daljnje propadanje.[6]

## Svojstva pergamenta
Pergament je higroskopan materijal. Okolišni uvjeti poput relativne vlage zraka moraju stoga biti strogo kontrolirani. Sloj pigmenata dodatno komplicira cijelu situaciju te konzervator restaurator stoji pred problemom kojim parametrima dati prednost,odnosno kako ih uravnotežiti.
Do problema može doći ako je pergament izložen visokoj relativnoj vlazi zraka duže vremensko razdoblje. Kolagen prisutan na stranicama može u toj situaciji zbog otapanja ili omekšavanja biti uzrok sljepljivanja stranica. 
Ovo pak biva zakomplicirano činjenicom da pigmenti ne boje pergament, već su na površini istog, te su stoga iznimno osjetljivi.
Izlaganje rukopisa pritisku može dovesti do stvaranja reljefa na drugoj strani lista,stoga je vrlo važno da se rukopis ne izlaže pritisku, posebno kad je pergament vlažan. 
Ovo je naročito važno kod čišćenja stranica te kod enkapsuliranja ili uokviravanja oslikanog rukopisa u svrhu izlaganja.Između slike i zaštitne površine neophodno mora biti dovoljno prostora,kako u slučaju povišene vlage rukopis ne bi dolazio u kontakt sa zaštitom,poput primjerice pleksiglasa.

## Metode popravka oštećenja

### Konsolidacija
Konsolidacija je proces usmjeren ka jačanju povezanosti pigmenata i pergamenta,te dodatnoj zaštiti pigmenata i drugih postupaka korištenih u urešavanju rukopisa od postupaka koji su zasnovani na korištenju vode. Spomenuto jačanje spoja pigmenata i pergamenta sprečava ljuštenje i otprskivanje.Izazov predstavlja što bolja vezanost spomenutih uz najmanje moguće izmjene tretiranog objekta. Korišten materijal ne smije ni u kom smislu biti nekompatibilan bilo s pigmentima ili pergamentom,te bilo kojim drugim aspektom primjene.
Topivi najlon je korišten u te svrhe do sredine 70-tih godina dvadesetog stoljeća, kada naglasak dolazi na stabilnost korištenih materijala. Pergamentno je ljepilo korišteno do sredine 90-tih godina prošlog stolječa,nakon čega se počinje koristiti želatina. No ne znači da je želatina najprimjereniji konsolidant u svim slučajevima, nijedna tehnika ne smije se koristiti bez identifikacije pigmenata te stanja podloge.
Primjerice,želatina doprinosi nestabilnosti olovne bijele. Ovaj problem se obično riješava korištenjem metil celuloze umjesto želatine. Opet treba naglasiti da ovo nije nužno ispravno u svakom slučaju.
Neki od osnovnih zahtjeva za svaki konsolidant:
- Mora imati jaku sposobnost vezanja pigmenta za podlogu;
- Jaka vezanost mora biti kako između slojeva tako i drugih nevezanih čestica;
- Mora biti stabilan, i u pogledu vizualnog izgleda;
- Ne smije doprinositi gubitku fleksibilnosti pergamenta.[2]

#### Ultrazvučni zamagljivač
Jedna od danas korištenih naprava za konsolidaciju je ultrazvučni zamagljivač. Stvorio ga je Stefan Michalski godine 1991. Posebno olakšava rad s konsolidantima poput želatine.
Uređaj se koristi u kombinaciji s usisnim stolom za papir kako bi se stvorena maglica usmjerila na na medij i spriječila izobličenja.
Ovaj postupak nije najbolji za rukopise kod kojih su stranice oslikane s obje strane.U tom je slučaju bolje izostaviti usisni stol te uređaj koristit na najnižoj radnoj snazi,te pažljivo nadzirati tijek procesa.
Do problema može doći ako kondenzirana maglica pada na pergament,te je u tom slučaju bolje uređaj položiti na pod kako bi se maglica usmjerila natrag u uređaj, a ne na pergament.

### Ravnanje
Tradicionalne metode ravnanja i uklanjanja nabora putem ovlaživanja pokazale su se štetnim u odnosu na stanje pigmenata,uzrokujući ljuštenje istih.Ovo se togađa stoga što pergament i pigmenti imaju različite koeficijente stezanja i širenja,te kako se ovi šire i skupljaju različito dolazi do slabljenja veze između spomenutih.

### Gore-Tex
Pitanje je dali ravnanje nabora na pergamentu ima smisla jer uzrokuje i manja ili veća oštećenja istog.No treba istaknuti da i nedjelovanje po ovom pitanju može prouzročiti jednake posljedice.U takvim slučajevima potreban je nekakav oblik vlaženja. No zbog prirode pigmenata bolje je izbjegavati dodir istih i vode.Ovo je izvedivo uz pomoć Gore-Tex tkanine.
Spomenuti materijal ima kontroliranu veličinu pora,te može blokirati prolaz brojnih tekućina,poput vode i otopina kemikalija.Vodena para međutim može proći kroz pore,te je vlaženje pergamenta dakle moguće i bez direktnog dodira oslika s vodom .Ovo postižemo tako da oslikani rukopis stavimo između 2 komada Gore-Tex-a.

### Popravak oštećenja
Popravak razderotina na pergamentu s oslikom znatno je složeniji od rada na površinama bez spomenutog. Treba paziti da se slika ili tekst ni na koj način ne prekrije ili promijeni. Za ovo se može koristiti kožu koja se rabi pri izradi zlatnih listića (ista se može učiniti dovoljno transparentnom), no uz najveću moguću pažnju pri radu.

## Preventivna zaštita iluminiranih rukopisa
Rasvijeta do 50 lx! S predmetima rukovati u bijelim pamučnim rukavicama. Što češće kontrolirati stanje predmeta!

## Školovanje konzervatora iluminiranih rukopisa
U Hrvatskoj je školovanje u području konzervacije papira, ali i srodnih materijala moguće na studiju konzerviranja restauriranja Sveučilišta u Dubrovniku. Nastavu vode talijanski stručnjaci, uz obaveznu praksu u Italiji.

## Zakonska regulativa i zaštita prava konzervatora restauratora
Ako izuzmemo opće zakonske akte rad konzervatorsko-restauratorske službe, pa i restauratora iluminiranih rukopisa danas prije svega određuju sljedeći propisi:
Za restauratore i restauratore tehničare koji rade u Hrvatskom restauratorskom zavodu, Hrvatskom državnom arhivu, Nacionalnoj i sveučilišnoj knjižnici, te samostalno, odnosno za restauratore i preparatore koji rade u muzejima:
- Pravilnik o stručnim zvanjima za obavljanje poslova na zaštiti i očuvanju kulturnih dobara te uvjetima i načinu njihova stjecanja (NN 104/19 na snazi od 8.11.2019.)

- Pravilnik o uvjetima za dobivanje dopuštenja za obavljanje poslova na zaštiti i očuvanju kulturnih dobara (NN 98/18)

## Vanjske poveznice
- Conservation OnLine (COOL)
- Pigments Through the Ages  Arhivirana inačica izvorne stranice od 20. kolovoza 2012. (Wayback Machine)
- Basic Minimum Standards for Conservation of Manuscripts  Arhivirana inačica izvorne stranice od 22. travnja 2014. (Wayback Machine)
- Symposium on the Care and Conservation of Middle Eastern Manuscripts
- Recent Developments in the Conservation of Parchment Manuscripts